# Bodymilk

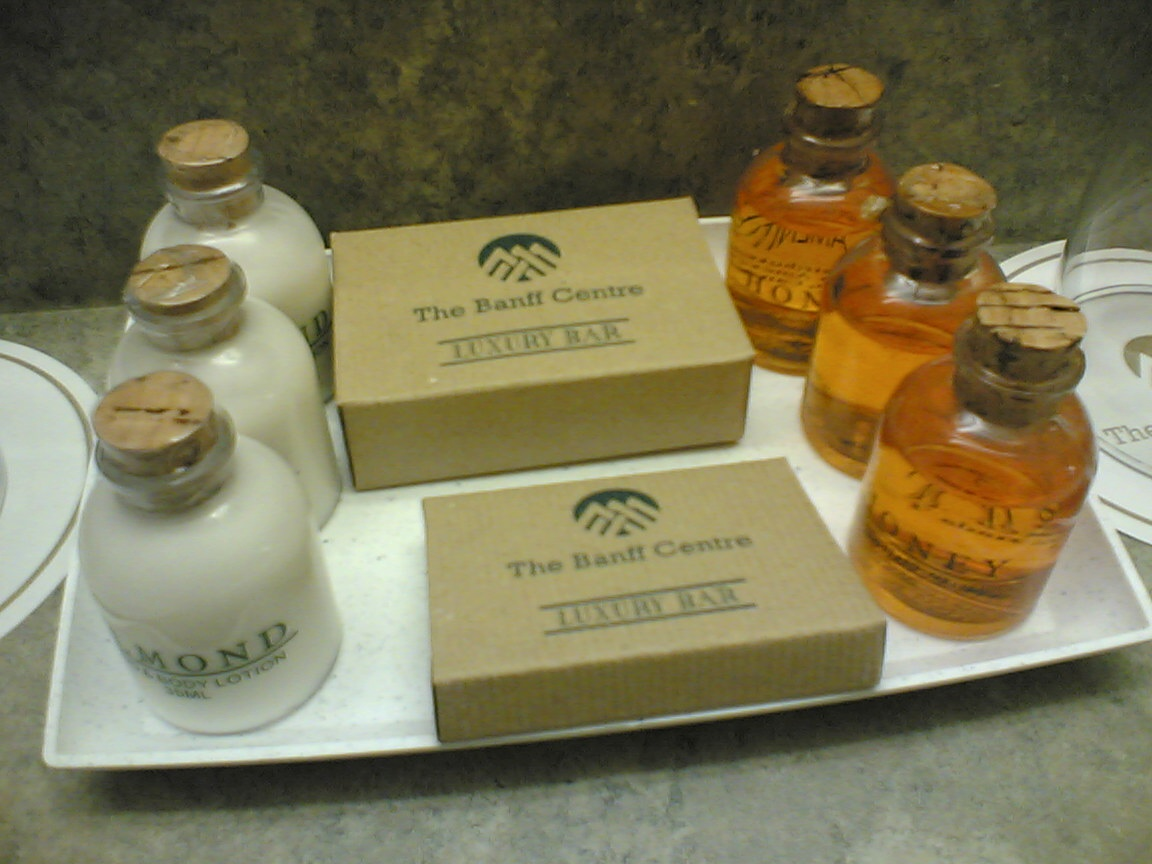
Bodymilk en shampoo

Bodymilk of bodylotion is een dik-vloeibare olie-in-water emulsie die op de huid wordt gesmeerd om deze te verzorgen. Vaak is aan bodymilk parfum toegevoegd, zodat de gebruiker prettig ruikt. 
Het verschil met een crème is dat er verhoudingsgewijs meer water is toegevoegd, waardoor een bodymilk dunner (minder viskeus) is. Na verdamping van het water (wat een verkoelend effect heeft) blijft een zeer dunne olie- of vetlaag op de huid achter. Doordat deze laag dunner is dan bij gebruik van een crème, voelt de huid na gebruik van een bodymilk minder vet aan. De gebruiker zal dit vaak omschrijven als: een bodymilk trekt sneller in dan een crème. Feitelijk verdampt alleen het water uit de bodymilk, maar dat proces is niet zichtbaar.

## Samenstelling
Bodymilk bevat altijd water en een vet of olie. De emulgator (vaak meerdere) zorgt ervoor dat de emulsie stabiel blijft. Omdat in olie-in-water emulsies bacteriën gemakkelijk kunnen groeien, is vrijwel altijd een conserveermiddel toegevoegd, soms meerdere. Daarnaast kan een bodymilk parfums, kleurstoffen, humectantia, verkoelende ingrediënten of verzorgende ingrediënten bevatten.

## Toepassing
Een bodymilk bevat zoals eerder vermeld vrij veel water (soms wel 80%), bij het verdampen van dit water onttrekt de bodymilk water uit de huid, waardoor deze iets droogt. Bodymilks zijn daarom vooral geschikt op een wat natte huid. Voor de behandeling van een te droge huid is een (vette) crème of zalf meer geschikt. Deze laat een wat dikkere olielaag op de huid achter, waardoor verdampen van water uit de huid voorkomen wordt. Het water dat normaal verdampt kan nu de verhoornde toplaag van de huid bevochtigen, zodat de huid er frisser uitziet en zachter aanvoelt.